# 포르투갈 공군
포르투갈 공군(Portuguese Air Force, 포르투갈어: Força Aérea Portuguesa)은 포르투갈의 공중전 부대이다. 국내적으로는 FAP라는 약어를 사용하지만 국제적으로는 PRTAF라는 약어를 사용하는 경우가 많다. 포르투갈군의 세 가지 부대 중 막내 부대이다.
포르투갈 공군은 1952년 7월 1일, 이전 육군 항공(Aeronáutica Militar)과 해군 항공(Aviação Naval)이 통합되어 독립된 군대의 항공 부대를 구성하면서 창설되었다.
그러나 FAP의 기원은 1911년 최초의 군항공부대 창설, 1914년 군항공학교, 제1차 세계대전에 포르투갈 조종사들의 참여, 육군 창설, 그리고 해군 항공 서비스 등 20세기 초로 거슬러 올라간다.
FAP는 공군 참모총장(CEMFA)이 지휘하며, 작전 문제는 육군 참모총장의 하급자이고, 기타 모든 문제는 국방부 장관의 직속 하급자이다. CEMFA는 공군에서 장군(4성 계급) 계급을 가진 유일한 장교이다.
현재 FAP는 직업 인력(장교 및 부사관)과 자원 봉사 인력(장교, 부사관 및 사병)으로 구성된 전적으로 전문적인 조직이다. 2015년 현재 FAP는 총 5,957명의 군인을 고용했으며, 그 중 1,677명은 장교, 2,511명은 부사관, 1,769명은 기타 사병이었다. 또한 공군에는 842명의 민간 직원이 추가로 포함되었다.
FAP는 전쟁 역할 외에도 포르투갈 항공 수색 및 구조 서비스를 보장하는 공공 서비스 역할도 수행한다. 2014년까지 FAP는 AAN(National Aeronautical Authority)을 통합했다. AAN은 이제 별도의 기관이지만 공군 참모총장이 계속해서 지휘하며 공군이 대부분의 활동, 즉 항공 치안 서비스를 보장한다.
곡예 비행 팀은 제트 항공기의 아사스 데 포르투갈(Asas de Portugal)과 헬리콥터의 로토레스 데 포르투갈(Rotores de Portugal)이었지만 둘 다 현재 2010년 이후로 활동하지 않는다.

## 같이 보기
- 군사 항공
- 포르투갈군
- 포르투갈 식민지 전쟁
- 북대서양 조약 기구